# Isabella van Leeuwarden
Isabella van Leeuwarden (geboren 1696 in Haarlem; begraben am 19. Juni 1773 ebenda) war eine niederländische Kauffrau und die Gründerin des „Remonstrantsch Gereformeerd Hofje“ in Haarlem.

## Leben
Isabella van Leeuwarden wurde 1696 in Haarlem geboren. Sie war die Tochter des wohlhabenden mennonitischen Besitzers einer Samtweberei, Jacobus van Leeuwarden und seiner zweiten Frau Maria Noordijk. Sie war die älteste Tochter der Familie und konvertierte 1737 zu den Remonstranten. Ihre Brüder Justus (1698–1748) und Mattheus (1708–1739) wurden später ebenfalls Remonstranten. Als Kind besuchte sie eine Privatschule. Nachdem ihre beiden Brüder unverheiratet gestorben waren, führte sie das Haarlemer Familiengeschäft weiter, das ihr Bruder Justus um den Handel mit Seidenstoffen, hauptsächlich nach Westindien erweitert hatte. Sie war 56, als sie am 8. November 1752 in Haarlem den Kaufmann und Dichter Pieter Merkman Jr. heiratete, obwohl sie seinen Antrag zunächst nicht ernst nahm. Merkman besaß eine Garnfutterfirma hatte sich als Dichter einen Namen gemacht. Er hatte einen Kreis von Haarlemer Dichtern und Dichtergelehrten um sich versammelt, darunter auch die Brüder von Isabella van Leeuwarden. Die Familien kannten sich seit vielen Jahren.
Sie zog nach der Heirat zu Merkman in sein Haus an die Nieuwe Gracht, wo Merkman mit einem Sohn aus seiner dritten Ehe, Pieter Cornelis Willem, lebte. Im Ehevertrag wurde geregelt, dass die Eheleute ihre jeweiligen Unternehmen weiterhin selbstständig führen. Da Merkmans Garnbandfabrik in dem Jahr in finanziellen Schwierigkeiten steckte, fungierte Isabella van Leeuwarden als sein Finanzier. Seine Schulden bei ihr hatte er noch nicht abbezahlt, als er am 26. Juni 1760 nach langer Krankheit starb.
Sein Sohn erbte das Garnhandelsunternehmen, doch da er noch minderjährig war, wurde Isabella van Leeuwarden die Leitung des Unternehmens übertragen, wie Merkman dies auch in seinem Testament festgelegt hatte. Pieter Cornelis Willem starb 1764 im Alter von 21 Jahren, woraufhin das Unternehmen an Isabella van Leeuwarden überging. Sie führte es mit großer Sorgfalt weiter. Neben dem Handel mit Seidenstoffen erzielte sie weitere Einkünfte aus der Vermietung zweier Immobilien in Amsterdam.

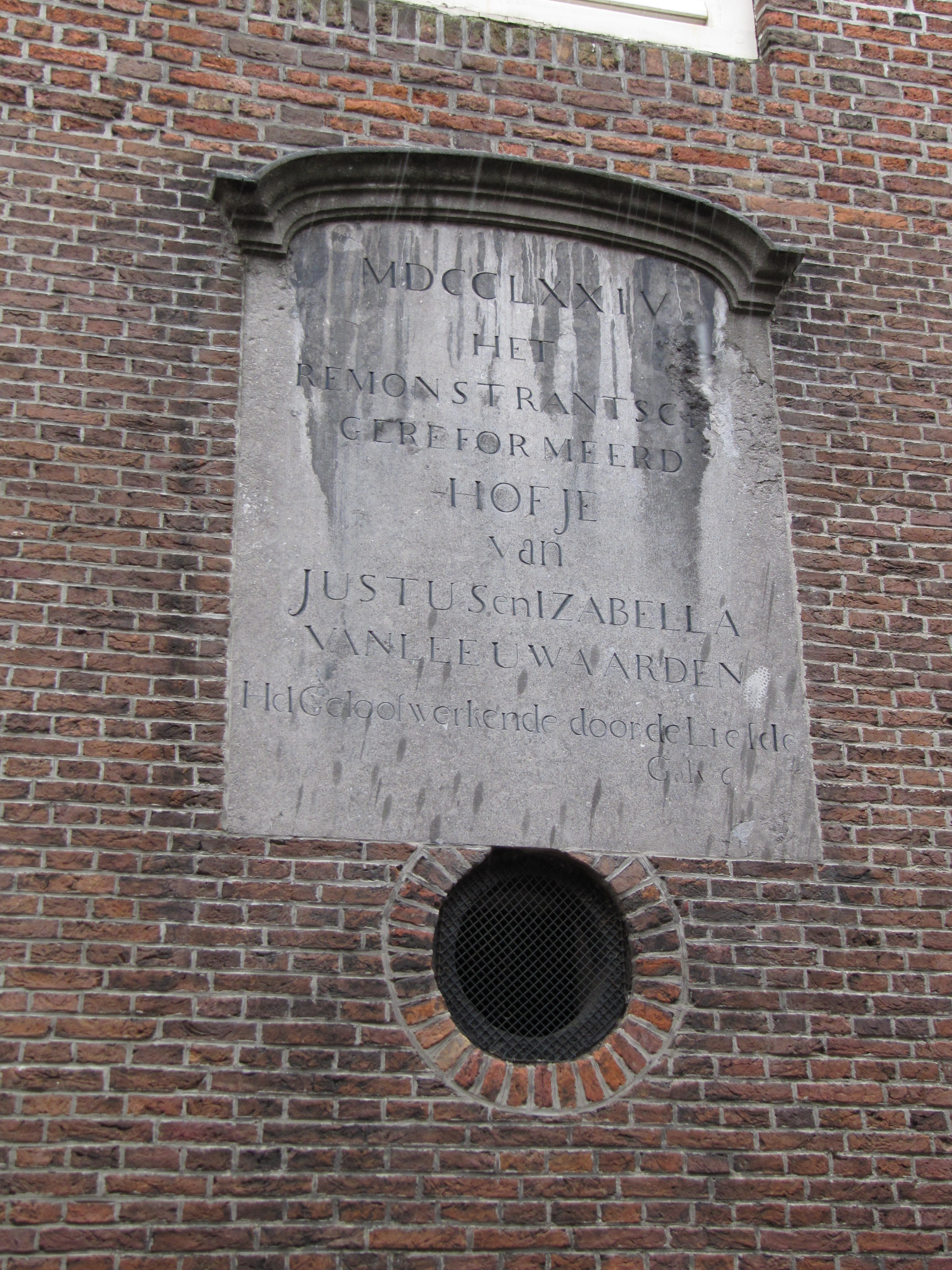
Gedenktafel am Hofje

In ihren letzten Lebensjahren wollte Isabella van Leeuwarden einen Plan umsetzen, den ihr Bruder Justus angestoßen hatte. Zugunsten der armen Mitglieder der Remonstrantengemeinde wollte sie die Kosten für das erste Haarlemer Armenhaus übernehmen, unter der Bedingung, dass einer der beiden Regenten stets ein Remonstrant sein würde. Dies wurde von den Bürgermeistern nicht angenommen. So beschloss sie einen Teil ihres Vermögens, 25.000 Gulden, für die Einrichtung eines Hofjes für sechs arme Witwen oder unverheiratete Frauen aus der Haarlemer Remonstrantengemeinde zur Verfügung zu stellen. Mit der Gestaltung wurde der Remonstrant und Zimmermann Nicolaas Tijsterman beauftragt, der auch Eigentümer des Grundstücks mit den Resten des alten Ursula-Klosters war, auf dem der Innenhof entstehen sollte.
Zum Zeitpunkt ihres Todes war Isabella van Leeuwarden eine sehr reiche Frau. Am 19. Juni 1773 wurde sie im Familiengrab in der Grote Kerk in Haarlem beigesetzt. Die Garnspinnerei wurde für 61.000 Gulden verkauft. Im Jahr 1774 öffnete das „Remonstrantsch Gereformeerd Hofje“ von Justus und Isabella van Leeuwaerden für seine ersten Bewohner.